# Glorieta de los Insurgentes

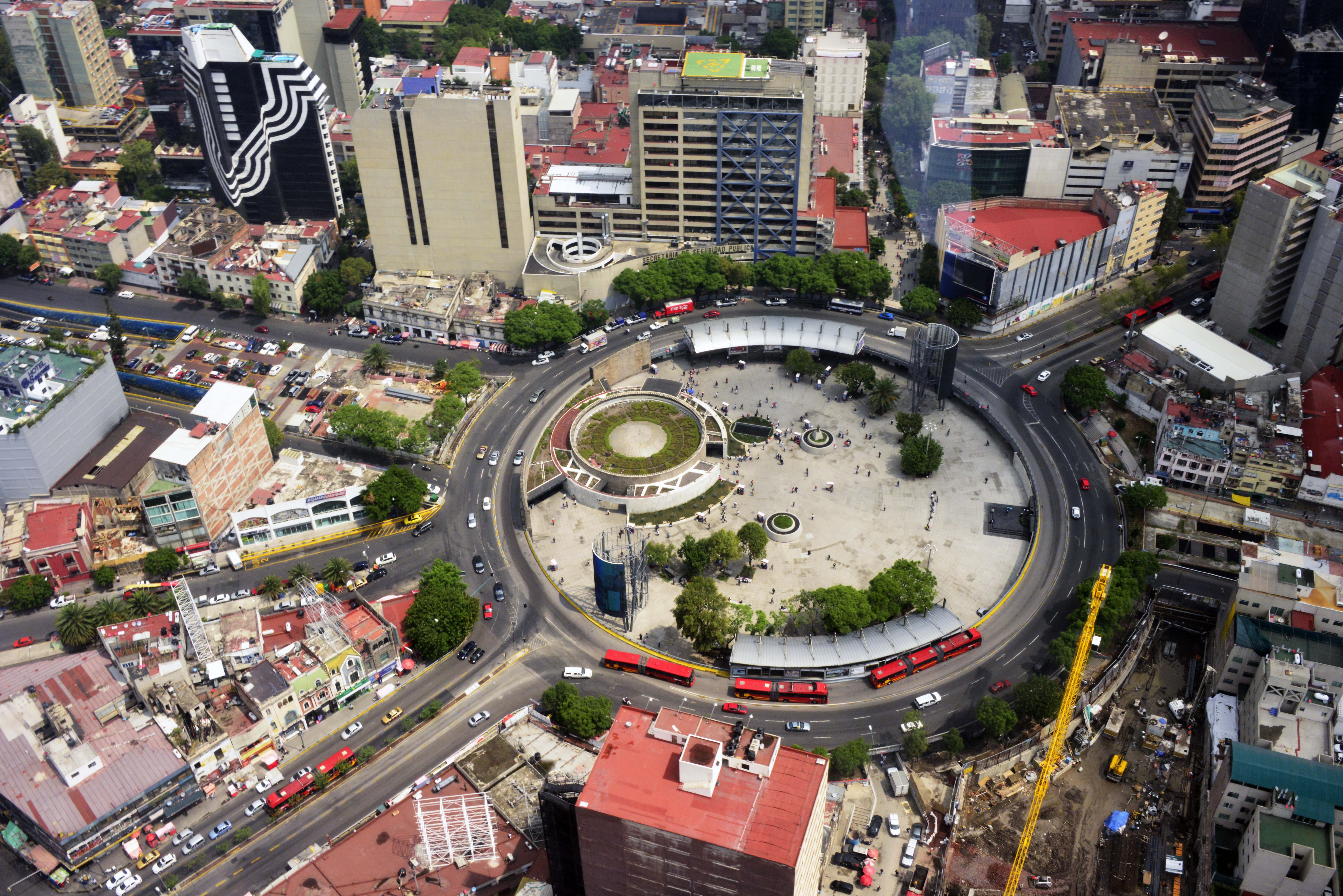
Vista aérea de la rotonda en 2013

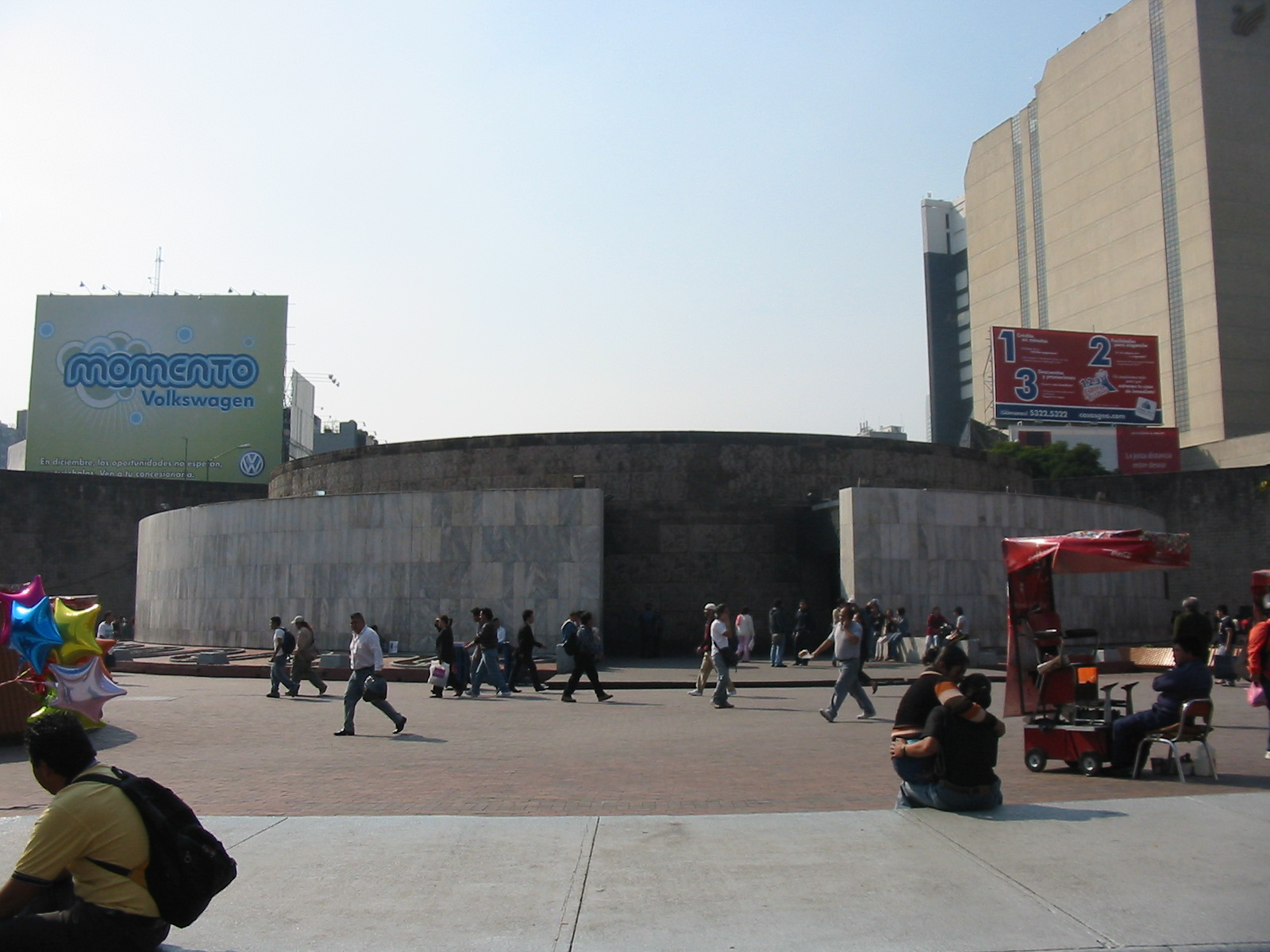
La estación del Metro Insurgentes se encuentra al centro de la glorieta.

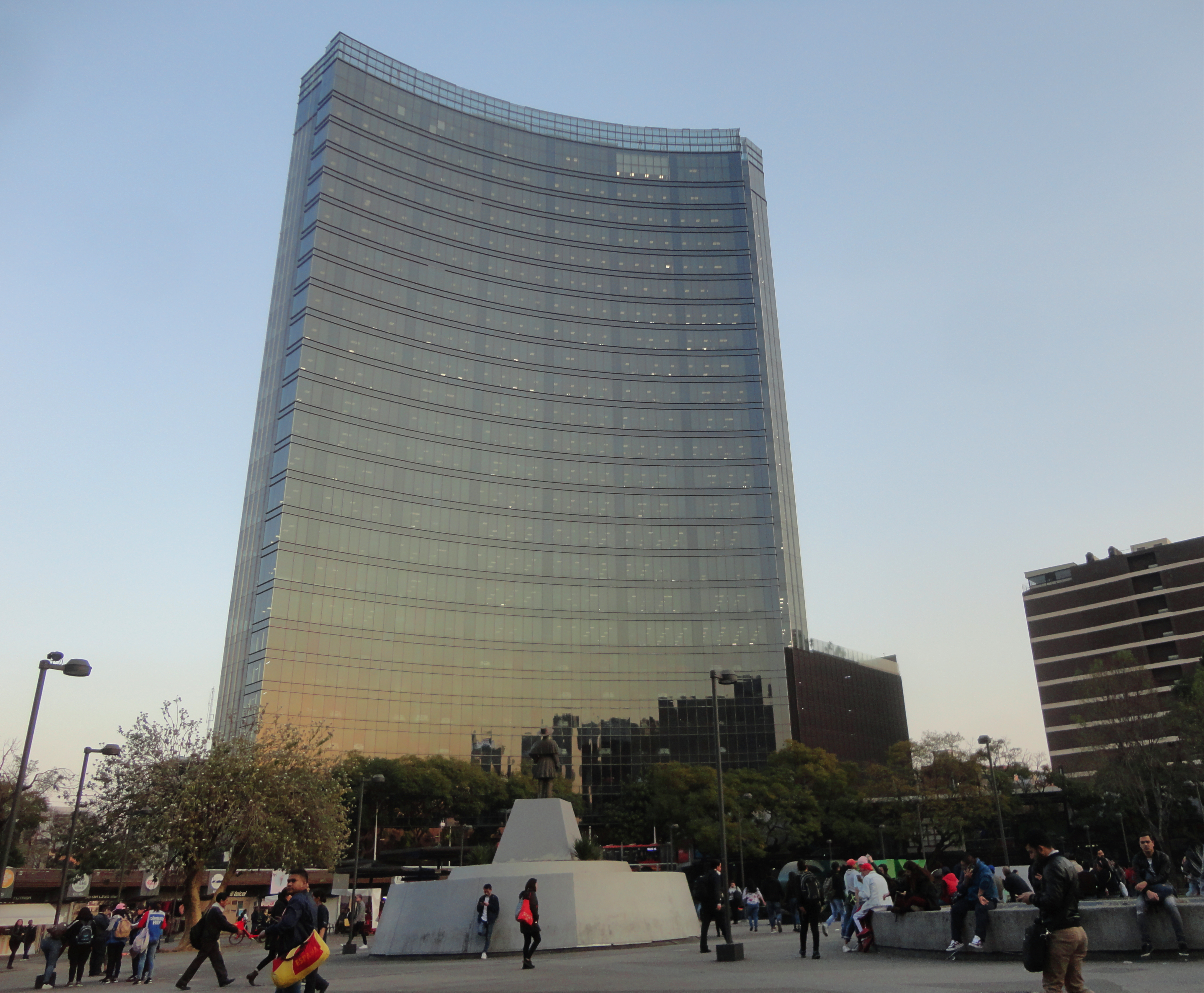
Torre Glorieta.

La glorieta de Insurgentes es una plaza pública y rotonda urbana ubicada en el cruce de las avenidas Insurgentes y Chapultepec, en la Ciudad de México. Este espacio conecta las colonias Roma y Juárez y constituye un punto de encuentro cultural y social de la capital mexicana. A esta rotonda confluyen, además, la avenida Oaxaca y las calles Jalapa y Génova.

## Descripción
La glorieta de Insurgentes comprende distintos elementos que suelen referirse indistintamente al mismo espacio público. Estos elementos incluyen el circuito vehicular de gran tamaño en forma de rotonda formada por el cruce de las avenidas Chapultepec, de los Insurgentes y Oaxaca, el área peatonal rodeada de comercios en el centro del cruce, el acceso a la estación de Insurgentes del Metrobús, y la estación de Metro Insurgentes. 
La estructura de la glorieta de Insurgentes es circular, con más de 110 metros de diámetro. En su centro se encuentra la estación de metro de forma cilíndrica, acompañada de áreas verdes y espacios para el descanso. Alrededor de su perímetro, se encuentran diversos establecimientos comerciales. En el centro de la plaza se erige el Monumento al Sereno, que rinde homenaje al oficio del sereno, quien era responsable de la vigilancia de las calles y la regulación de la iluminación durante la noche en la ciudad. 

## Historia
Inaugurada en 1969, esta glorieta coincidió con la inauguración de la primera línea del metro de la Ciudad de México. Fue diseñada por Salvador Ortega. El término «Insurgente» hace referencia a los combatientes de la guerra de Independencia de México, y por ello, el símbolo de la estación de metro Insurgentes es una campana, que alude a la Campana de Dolores utilizada por Miguel Hidalgo en 1810 para iniciar la lucha por la independencia del país.
El diseño de la glorieta implicó importantes transformaciones urbanas. Antes de su construcción, el cruce de Insurgentes y Chapultepec era un espacio despejado donde transitaban pocos automóviles y un tranvía. En la zona se encontraban casas de época porfiriana y áreas arboladas. Estas estructuras fueron demolidas durante las obras, y la estatua de Cuauhtémoc, que también estaba en el área, fue trasladada al Paseo de la Reforma. Durante los Juegos Olímpicos de 1968, se instalaron puentes provisionales en el área para facilitar la circulación mientras se construía la glorieta.
Desde los años setenta, la glorieta se convirtió en un lugar de encuentro para los jóvenes. En sus alrededores surgieron cafés, discotecas y restaurantes, lo que transformó el área en un espacio con vida propia, cercano a la Zona Rosa y al Paseo de la Reforma. Con el paso del tiempo, se consolidó como un referente urbano y cultural de la Ciudad de México. Su relevancia llegó incluso al ámbito internacional, sirviendo como escenario de la película de ciencia ficción Total Recall, protagonizada por Arnold Schwarzenegger. 
A finales de la primera década del siglo XXI, la glorieta se convirtió en punto de reunión para la tribu urbana emo.[cita requerida] En 2008, se produjeron diversos enfrentamientos organizados por internet con el objetivo de linchar a los jóvenes emo, quienes eran acusados de copiar el estilo de otras culturas como los punks. El 16 de marzo de 2008, se organizó una marcha en protesta contra estas agresiones, que culminó en una confrontación violenta que requirió la intervención de la policía y otros grupos como los Hare Krishna. Estos incidentes generaron interés periodístico y social, lo que llevó a un aumento en la presencia policial en la zona.[cita requerida] Actualmente, aunque los emos ya no frecuentan el lugar, la glorieta sigue siendo un punto de encuentro para jóvenes, tribus urbanas y la comunidad LGBT. 
En 2012, la Glorieta de los Insurgentes fue remodelada, lo que revitalizó el espacio, haciéndolo más dinámico y diverso. Se instalaron nodos publicitarios y se organizó la publicidad dispersa. Se pretendió emular espacios públicos conocidos por sus anuncios como Times Square, Shibuya o Piccadilly Circus. En la actualidad, sigue siendo uno de los puntos de encuentro más importantes de la Ciudad de México y un símbolo de su desarrollo urbano y cultural.